# Solling-Harz-Querweg

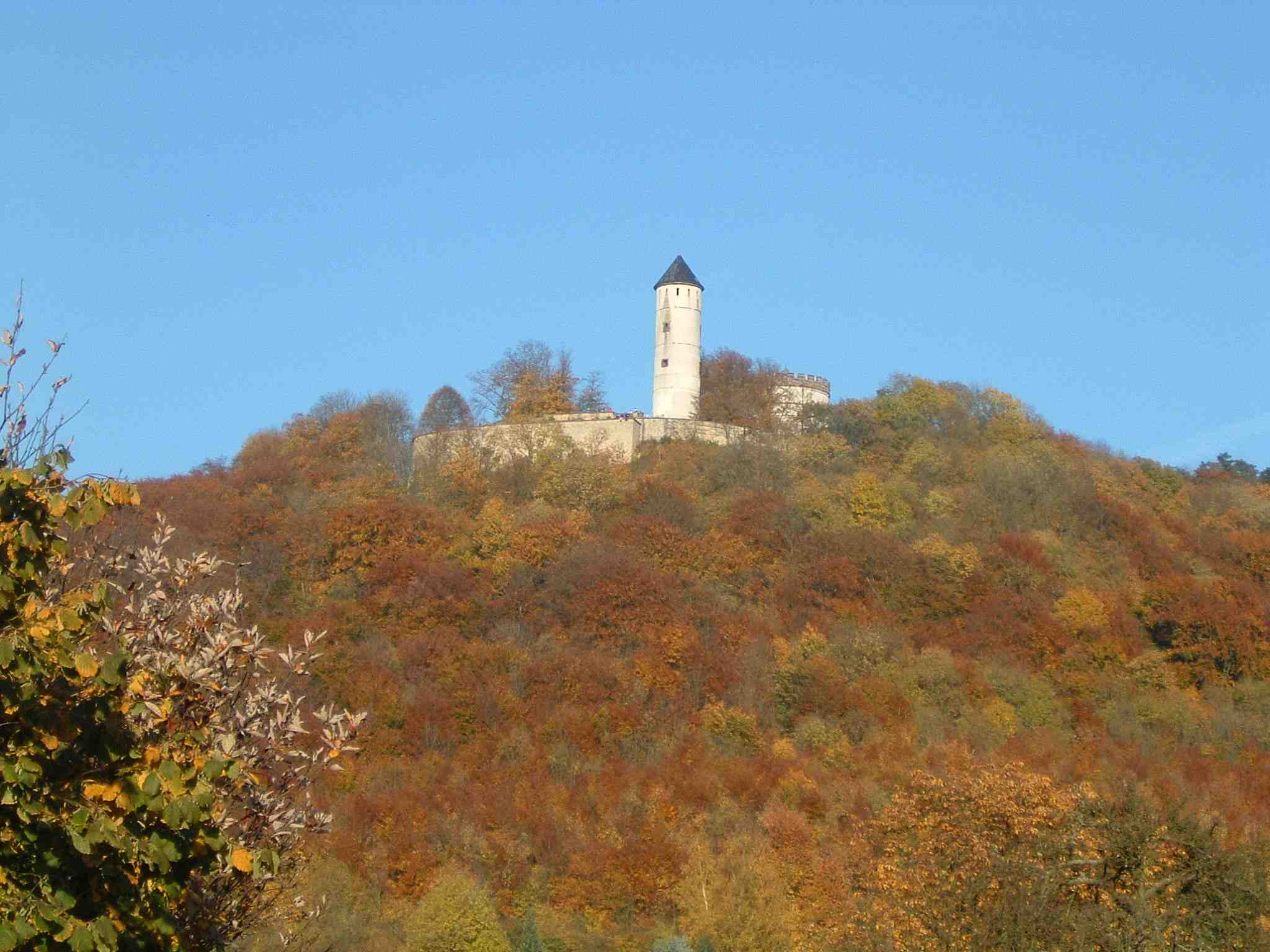
Die Burg Plesse vom Flecken Bovenden OT Eddigehausen aus gesehen

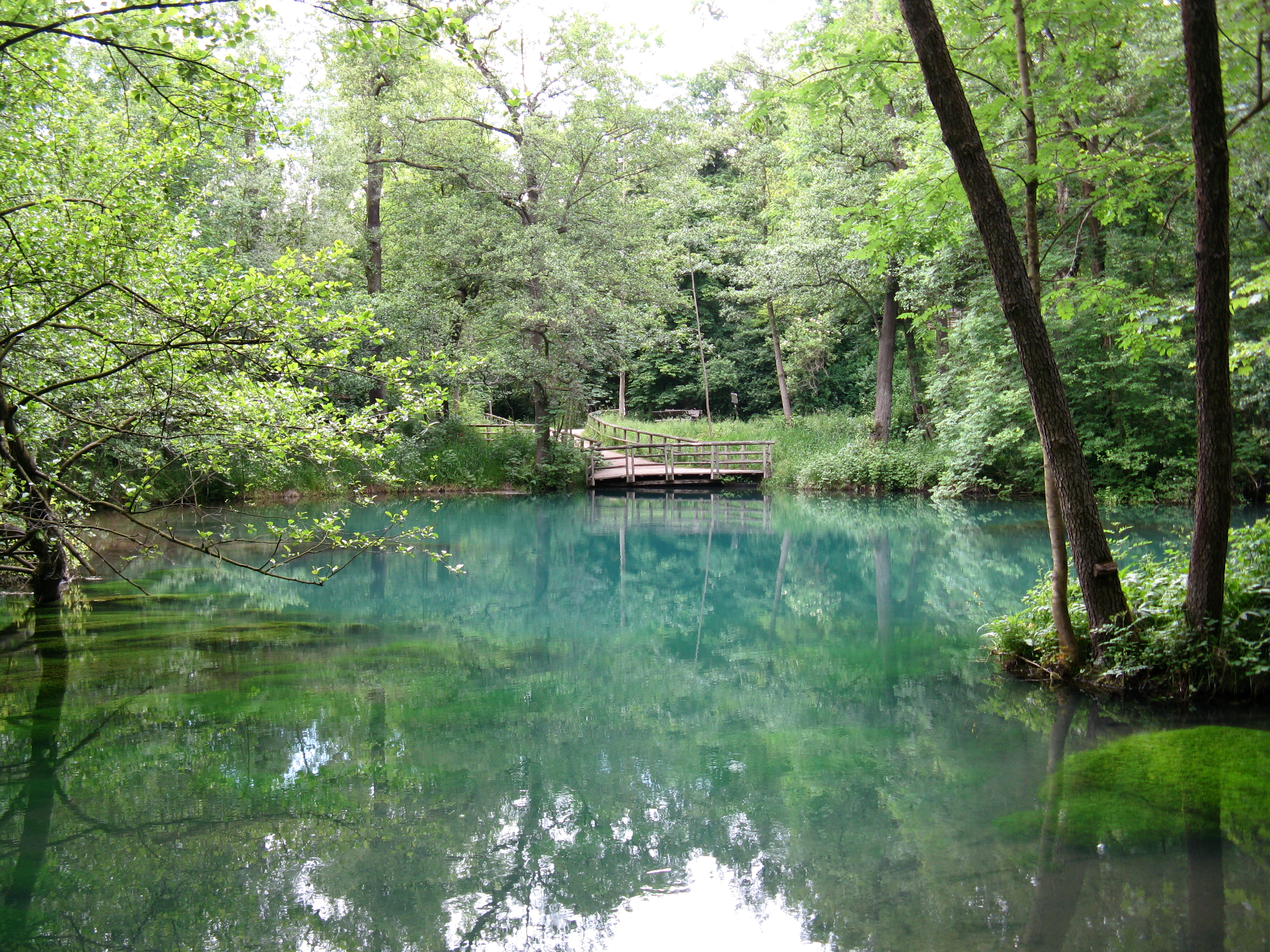
Hauptquelltopf der Rhumequelle mit blau-grüner Färbung

Der Solling-Harz-Querweg ist ein 62 km langer, ausgeschilderter und markierter Wanderweg in den Landkreisen Göttingen und Northeim in Niedersachsen. Der Weg führt von Hardegsen über Bovenden, die Burg Plesse, Reyershausen, vorbei an der Wüstung Leisenberg und den Thiershäuser Teichen, weiter über Bilshausen und den Rotenberg zur Rhumequelle bei Rhumspringe.
Der Weg ist mit dem Symbol -S- markiert.